# Jessica Kingsley Publishers
Jessica Kingsley Publishers, JKP — в прошлом независимое международное книжное издательство, основанное в 1987 году Джессикой Кингсли, ныне являющееся частью издательской группы John Murray Press, входящей в состав Hachette. Специализируется на работах в области социальных и поведенческих наук, с повышенным вниманием к арт-терапии и расстройству аутистического спектра, а также неврологии и медицине в целом. В 2018 году издавало около 250 книг в год.
Штаб-квартира издательства находится в Лондоне. Американское подразделение, открытое в 2004 году, располагается в Филадельфии. В коллаборации с австралийским научным издательством Footprint Books создано дополнительное подразделение в городке Уорривуд, Новый Южный Уэльс.
Издательство предпочитает не называть себя научным из-за необычной бизнес модели, в частности публикации книг, написанных не профессионалами, а людьми, непосредственно страдающими расстройствами, о которых они пишут, однако часто причисляется к таковым из-за частой работы с профессионалами и наличия внутреннего рецензирования.

## История
Издательство JKP было основано в Лондоне, Великобритания в 1987 году. Стартовый капитал издательства составил 5000 фунтов стерлингов. Изначально было опубликовано 8 книг, которые были направлены на аудиторию из социальных работников, при этом книги рассказывали доступным языком информацию, обычно получаемую учёными-социологами. Публикация книг, предоставляющих специализированные знания неспециалистам стало основной фактором в издательской политике JKP.
В дальнейшем компания расширила спектр публикуемых работ и стала позиционировать себя как издательство «книг, которые имеют значение, от людей, которые имеют значение». В частности она стала крупнейшим публикатором мемуаров и научных работ инвалидов и людей с социальными и поведенческими расстройствами, а также издателем доступных широкой аудитории академических исследований по неврологии, арт-терапии, усыновлению, воспитанию детей, социальной работе и практической теологии. Однако особый упор издательство сделало на публикацию книг об аутизме. В JKP одна за другой выходили высокооценённые работы, посвящённые данной проблеме, написанные наиболее крупными исследователями аутизма, в частности Тони Этвудом, Кэтрин Рунсвик-Кол, Лианой Холлидей Уилли и Ольгой Богдашиной.
В 2004 году издательство стало международной компанией, открыв частный офис в Филадельфии (Пенсильвания, США) и в коллаборации с научным издательством Footprint Books в Уорривуде (Новый Южный Уэльс, Австралия). В 2017 году его руководство приняло решение отказаться от независимости, став частью John Murray Press, подразделения Hachette Book Group. На тот момент там работало 45 человек, и издательство нередко выпускало книги тиражом свыше 10 тысяч копий. После вхождения в состав Hachette оно не изменило свои бизнес практики, поменялось лишь руководство и владельцы.

## Бизнес-практики издательства
Отдельной, весьма необычной для издателей литературы по научным дисциплинам, практикой издательства стало издание автобиографических книг не от профессионалов в своей сфере, а непосредственно от больных аутизмом, синдромом Альцгеймера и прочими неврологическими и психическими расстройствами, а также от родителей и ближайших родственников таких людей. Данные книги предоставляли многим традиционным исследователям проблемы много новых научных данных, однако полная их достоверность ставилась под сомнение, поскольку аутизм и синдром Альцгеймера оказывают пагубное влияние на точность и репрезентацию повествования. JKP опубликовало немногим более половины всех автобиографий и биографий больных подобными заболеваниями персон, а также стало единственным издателем книг, посвящённых научным дисциплинам, которые осуществляли подобные публикации; все остальные книги вышли в издательствах универсальной и многопрофильной направленности. Среди известных авторов — Донна Уильямс, Венди Лоусон и др. В связи с этим JKP не называет себя издателем научной литературы, но часто причисляется к таковым ввиду работы преимущественно с профессионалами и наличия внутреннего независимого от авторов рецензирования.

## Распространение
Большая часть работ издательства распространяется не собственными силами. На территории Великобритании, Ближнего Востока, Гонконга, Японии, Китайской республики, Республики Корея и континентальной Европы за распространение отвечает Hachette. На территории США дистрибуцией занимается Books International, Канады — издательство Университета Британской Колумбии, ЮАР — Real Books. На территории Австралии ранее дистрибуцией занималось научное издательство Footprint Books, однако в октябре 2020 года оно объявило о закрытии.

## Награды и признание
В 2009 году, в первый год вручения «Наград независимым издательствам» (англ. Independent Publishers Awards) JKP одержало победу в номинации van Tulleken Publishers of the Year с формулировкой «За воплощение в жизнь идеи лучшего независимого издательства Великобритании», а также в номинации Taylor Wessing Academic & Professional Publisher of the Year Award за публикацию качественных работ в социально-поведенческих дисциплинах.